# Qasr al-Chair al-Garbi

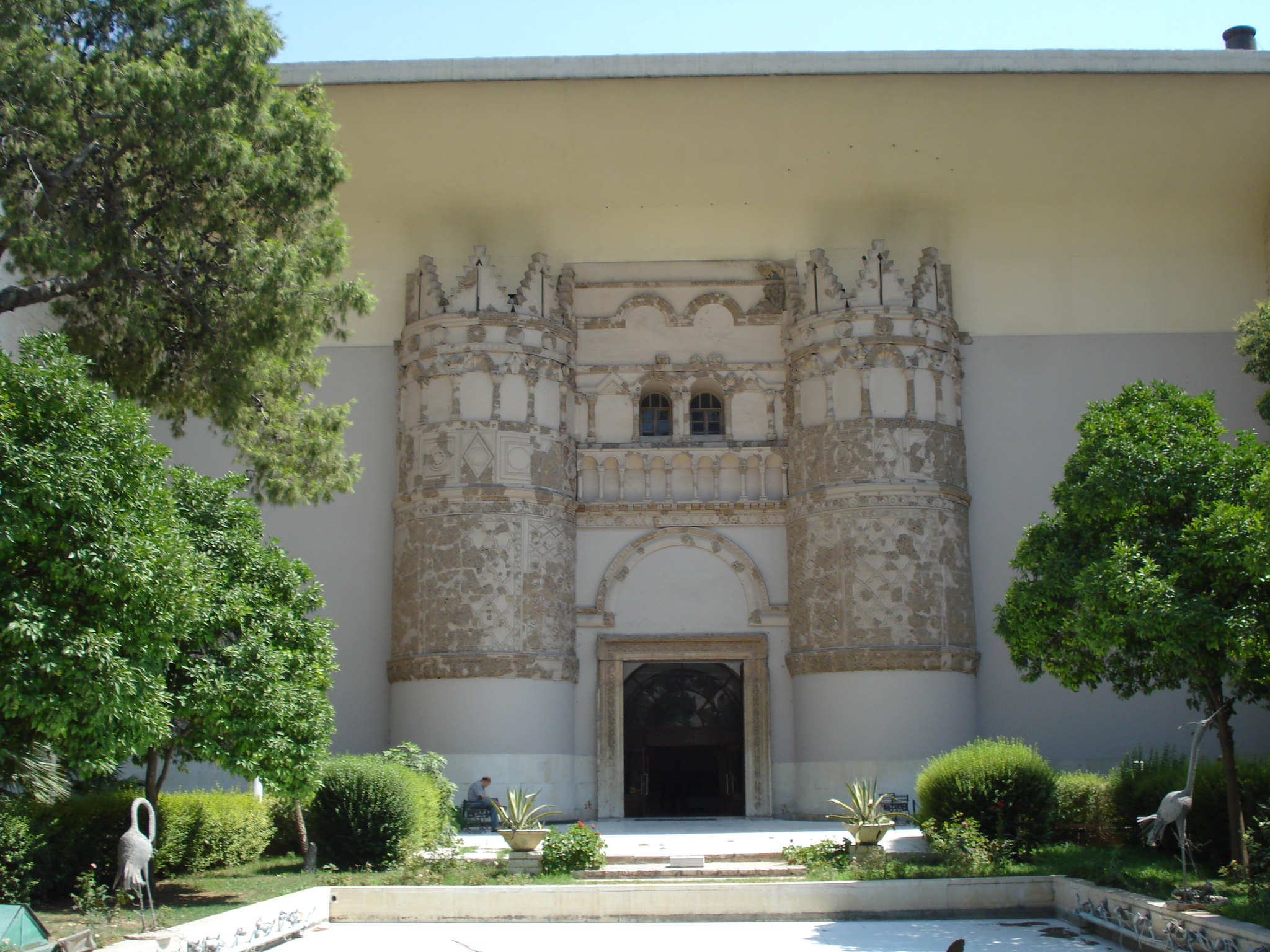
De monumentale poort van het kasteel is nu te bewonderen in het Nationaal Museum van Syrië in Damascus.

Qasr al-Chair al-Gharbi (Arabisch:قصر الحير الغربي) is een ruïne van een kasteel in Syrië. De ruïne bevindt zich ongeveer 80 km ten zuidwesten van Palmyra aan de weg naar Damascus. Het kasteel is, samen met het kasteel Qasr al-Chair al-Sharqi, van 724 tot 727 gebouwd onder leiding van Hisham, de kalief van de Omajjaden. Het gebouw heeft, net als veel andere bouwwerken van de Omajjaden, kenmerken die we ook in de Byzantijnse architectuur terugvinden.
Het werd gebruikt om de bewegingen van de bedoeïenen te volgen. Ook werd het als 'jachtkasteel' gebruikt. Later, in de twaalfde eeuw, werd het ook door Ajjoebiden en de mammelukken gebruikt, maar na de invasie van de Mongolen in het midden van de 13e eeuw, werd het voorgoed verlaten.
Het kasteel is vierhoekig van vorm. Elke zijde heeft een lengte van circa 70 m. De poort bevindt zich nu in het Nationaal Museum van Damascus in Damascus.
Van het kasteel is nu alleen nog maar een ruïne over.